# يان غايل
يان غايل (بالإنجليزية: Ian Gayle)‏ هو لاعب كرة قدم بريطاني، ولد في 23 أكتوبر 1992 في Welling ‏ في المملكة المتحدة. لعب مع سانت نيوتس تاون.

## وصلات خارجية
- يان غايل على موقع قاعدة بيانات كرة القدم.إي يو (الإنجليزية)
- يان غايل على موقع Soccerbase.com (لاعب) (الإنجليزية)
- يان غايل على موقع Soccerway.com (الإنجليزية)